# 83956 Panuzzo
83956 Panuzzo è un asteroide della fascia principale. Scoperto nel 2001, presenta un'orbita caratterizzata da un semiasse maggiore pari a 2,6816834 UA e da un'eccentricità di 0,2350762, inclinata di 12,68872° rispetto all'eclittica.
L'asteroide è dedicato all'astronomo italiano Pasquale Panuzzo.